# Font de Montsor
La Font de Montsor és una font de l'antic poble de Perauba al municipi de Conca de Dalt, al Pallars Jussà. Antigament pertanyia a l'antic municipi d'Hortoneda de la Conca.
Està situada a 1.235 m d'altitud, a la dreta de la llau de la Font de Montsor i a migdia de la Pista d'Hortoneda, al nord-est de Senllí i a ponent de la Solana de la Font de Montsor.